# Bernard Onanga Itoua
Bernard Onanga Itoua (Blois, 7 settembre 1988) è un ex calciatore francese naturalizzato congolese (Repubblica del Congo), di ruolo difensore.